# بوردیک (کانزاس)
بوردیک (به انگلیسی: Burdick) یک منطقهٔ مسکونی در ایالات متحده آمریکا است که در شهرستان موریس، کانزاس واقع شده‌است. بوردیک ۴۴۲٫۸۸ متر بالاتر از سطح دریا واقع شده‌است.